# Dosso (region)
Dosso er en af Nigers syv regioner. Den har et areal på 31.002 km², og havde 2.078.339  indbyggere i folketællingen i 2011 . Hovedstaden i regionen er byen Dosso.
Dosso er inddelt i fem departementer: Boboye, Dogondoutchi, Dosso, Gaya og Loga.

## Eksterne kilder og henvisninger
1. ↑  Tableau 06.03. : Répartition par sexe de la population des régions en 2011 Arkiveret 3. marts 2016 hos  Wayback Machine på stat-niger.org

- Wikimedia Commons har flere filer relateret til Dosso (region)

13°06′N 3°15′Ø / 13.100°N 3.250°Ø